# История Трансильвании
Трансильвания — историческая область в центральной части Румынии. Она была частью Дакии (I—II века н. э.), Римской Дакии (II—III века), гуннской империи (IV—V века), государства гепидов (V—VI века), Аварского каганата (VI—IX века) и Первого Болгарского царства (IX век). В конце IX века западная Трансильвания была захвачена венграми, а затем она стала частью Королевства Венгрия, образованного в 1000 году. После битвы при Мохаче в 1526 году регион принадлежал Восточно-Венгерскому королевству, из которого выделилось княжество Трансильвания. В течение большей части XVI—XVII веков княжество было вассалом Османской империи, одновременно считаясь и вассалом империи Габсбургов. В 1690 году Габсбурги завладели Трансильванией как частью земель венгерской короны. После 1711 года Габсбурги укрепили свою власть в Трансильвании, и трансильванские князья были заменены имперскими наместниками. После Австро-венгерского соглашения 1867 года автономный статус Трансильвании был ликвидирован, и она была включена в состав Королевства Венгрии (Транслейтании) в составе Австро-Венгерской империи. После Первой мировой войны Трансильвания вошла в состав Румынии. В 1940 году Северная Трансильвания вернулась в состав Венгрии в результате Второго Венского арбитража, но была возвращена Румынией после окончания Второй мировой войны.
Благодаря своей разнообразной истории население Трансильвании этнически, лингвистически, культурно и религиозно разнообразно. С 1437 по 1848 год политическая власть в Трансильвании была разделена между венгерским дворянством, немецкими бюргерами и представителями секеев (венгерской этнической группы). Население состояло из валахов, венгров (в основном секеев) и немцев. Большая часть нынешнего населения — румыны, но крупные меньшинства (в основном венгры и цыгане) сохраняют свои традиции. Трансильванские саксы составляют около одного процента населения, а австрийское и немецкое влияния заметны в архитектуре и городском ландшафте большей части Трансильвании.
Историю региона можно проследить по религии его жителей. Большинство румын в Трансильвании относятся к православной вере, но с XVIII века румынская греко-католическая церковь также имела существенное влияние. Венгры в основном принадлежат к римско-католической или реформаторским церквям, есть и унитарии. Трансильванские саксы в основном лютеране, однако дунайские швабы являются католиками. Союз баптистов Румынии является вторым по величине в Европе; адвентисты седьмого дня получили распространение с 1989 года.

## Древняя история

### Часть Дакии

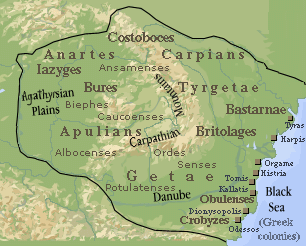
Государство даков в период правления Буребисты

Геродот упоминал о народе агафирсов, который жили в Трансильвании в V веке до нашей эры. Он описал их как богатых людей, любивших носить золотые украшения. Геродот также утверждал, что агафирсы имели общих жён, поэтому они все приходились друг другу братьями.
Царство Дакия сформировалось не позднее начала II века до н. э. под властью царя Орола. При Буребисте, современнике Юлия Цезаря, царство достигло своего максимального могущества. Области, в настоящее время составляющие Трансильванию, были политическим центром Дакии.
Даки часто упоминаются Августом, при котором они были вынуждены признать римское господство. Тем не менее, даки не были покорены и в более поздние времена пересекли замёрзший Дунай в течение зимы и опустошили римские города в недавно приобретённой римской провинции Мёзия.
Даки построили несколько важных укреплённых городов, среди них Сармизегетуза (близ нынешней Хунедоары). Они были разделены на два класса: аристократию (tarabostes) и простых людей (comati).

### Римская Дакия
Расширение Римской империи на Балканах привело даков к открытому конфликту с Римом. Во время правления Децебала даки были вовлечены в несколько войн с римлянами в 85-89 годах н. э. После двух поражений римляне получили преимущество, но были вынуждены заключить мир из-за поражения Домициана от маркоманнов. В результате даки остались независимыми, но должны были платить ежегодную дань императору. Децебал некоторое время соблюдал условия мира, но вскоре поднял новое восстание и разграбил римские колонии за Дунаем.

Римская Дакия

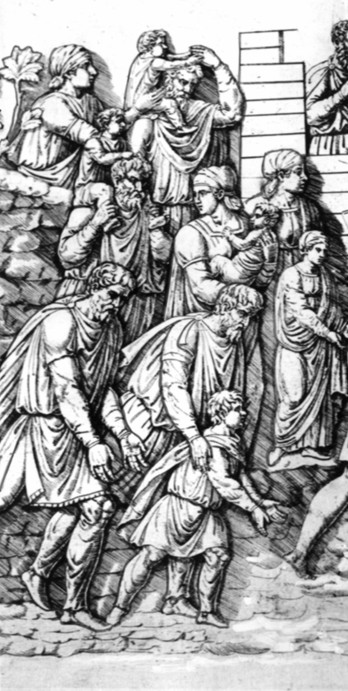
Население Дакии, запечатлённое на Колонне Траяна

В 101 году император Траян начал новую военную кампанию против даков, которые включила в себя осаду Сармизегетузы и оккупацию части государства даков. Децебал был оставлен в качестве правителя под римским протекторатом. Три года спустя даки восстали и уничтожили римские войска в Дакии. В 106 году император Траян вновь собрал войска во второй войне против Дакии. В отличие от первого конфликта, вторая война представляла собой серию стычек, которые дорого обошлись римлянам. Однако в конце концов Рим победил и покорил Дакию. Битва за Сармизегетузу состоялась в начале лета 106 года. Даки отразили первую атаку, но городской водопровод был уничтожен. Город охватил огонь, столбы святилищ были вырублены, и система укреплений разрушена. Тем не менее, война продолжалась. Благодаря предательству Басилиса (доверенного лица Децебала) римляне нашли казну Децебала в реке Штрей (по оценкам Каркопино, 165,5 т золота и 331 т серебра). Последний бой с армией царя даков состоялся в Поролиссуме (Мойград).
Культура даков воспитывала солдат не страшащимися смерти, и войну они воспринимали как главное веселье в жизни. В своём отступлении к горам Децебал преследовала римская конница во главе с Тиберием Клавдием Максимом. Дакская вера в Залмоксиса разрешала самоубийство в крайнем случае, чтобы избежать боли и страданий, и даки, выслушав последнее обращение Децебала, покончили с собой. Только царь попытался скрыться в надежде, что сможет найти в горах и лесах возможности возобновить борьбу, но римская конница следовала за ним неотступно. Едва избежав плена, Децебал покончил с собой, перерезав себе горло мечом (серпом). Его смерть сцена изображена на колонне Траяна.
Историю дакской войны написал Дион Кассий.

### Послеримский период
Римляне начали разработку золотых шахт в провинции и построили подъездные дороги и крепости (например, Абруд), чтобы защитить их. В регионе сложились мощная инфраструктура и экономика, основанная на сельском хозяйстве, животноводстве и добыче полезных ископаемых. Колонисты из Фракии, Мёзии, Македонии, Галлии, Сирии и других римских провинций были переселены в регион, чтобы развивать хозяйство и заселить города Апулум (ныне Алба-Юлия) и Напока (ныне Клуж-Напока).
Даки часто восставали, особенно после смерти Траяна. Сарматам и бурам было разрешено поселиться в Дакии после неоднократных столкновений между даками и римской администрацией. В течение III века растущее давление со стороны вестготов заставило римлян отказаться от Дакии.

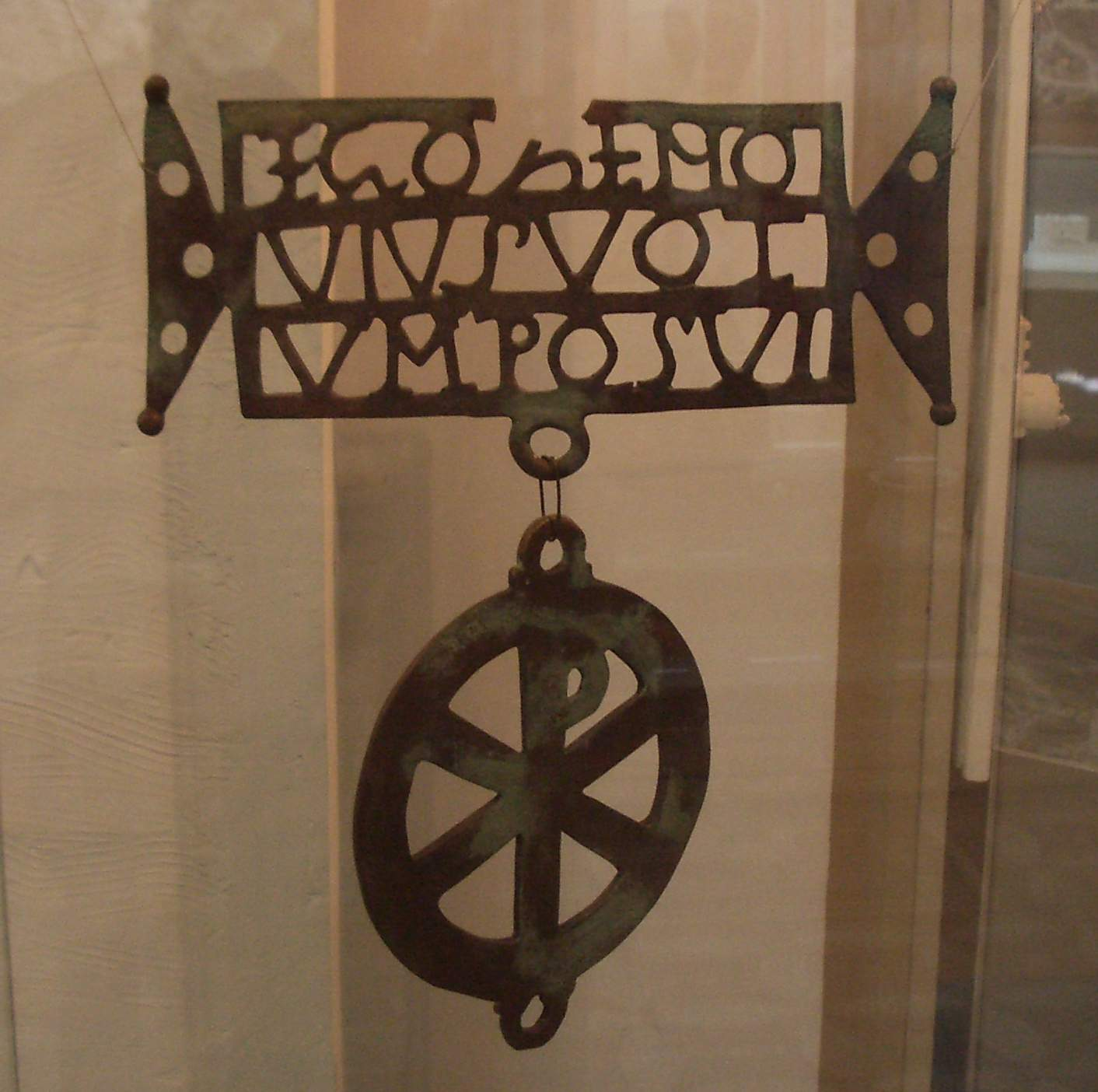
Бьертанский дар, раннехристианский артефакт начала IV века. Надпись на латыни гласит: «EGO ZENOVIUS VOTUM POSVI» («Я, Зеновий, предложил этот дар»).

В 271 году римский император Аврелиан эвакуировал римское население из Дакии и расселил его за Дунаем во вновь созданной провинции Дакия Аврелиана. Отказ от Дакии Траяна упоминается историком Евтропием в Liber IX его сочинения Breviarum:
В провинции Дакия, который сформировал Траян за Дунаем, он сдался... Римских граждан, покинувших города и земли Дакии, он поселил в глубине Мёзии, назвав область Дакией. Тем самым образовалось две Дакии - одна в Мёзии, с правой стороны Дуная, другая - потерянная Дакия Траяна, на левом.
Евтропий, Breviarium historiae romana – Liber IX, XV
Часть населения региона говорила на народной латыни. О культуре дако-христианского (прото-румынского) населения рассказывают археологические находки IV—VII веков, в том числе римские монеты, артефакты (например, Бьертанский дар).
Перед тем, как переселять своих колонистов из Дакии, римляне договорились с готами о том, что Дакия формально останется римской территорией, с сохранением нескольких римских форпостов к северу от Дуная. Тервинги, вестготское племя, обосновались в южной части Трансильвании, а остготы — в Понтийско-Каспийской степи, на побережье.
Около 340 года Вульфила принёс в регион арианство, и вестготы и другие германские племена, населявшие регион, стали арианами.

## Средние века

### Раннее Средневековье: Великое переселение народов
Вестготы были в состоянии защищать свою территорию около столетия против гепидов, вандалов и сарматов, однако не смогли сохранить римскую инфраструктуру региона. Золотые шахты Трансильвании оставались заброшенными в течение всего раннего средневековья.
К 376 году новая волна переселенцев — гуннов — достигла Трансильвании, вызвав их конфликт с вестготами. В надежде найти убежище от гуннов Фритигерн (лидер вестготов) обратился к римскому императору Валенту, чтобы иметь возможность поселиться на южном берегу Дуная. Однако разразился голод, и Рим был не в состоянии обеспечить новых поселенцев пищей или землёй. В результате вестготы восстали против римлян, война шла в течение нескольких лет.
Гунны боролись с аланами, вандалами и квадами, оттесняя их к границам Римской империи. Паннония стала центром владений гуннов во время правления Аттилы (435—453).
После смерти Аттилы гуннская империя распалась. В 455 году гепиды (под властью царя Ардариха) завоевали Паннонию и в течение двух веков осваивали земли Трансильвании. В 567 году гепидов атаковали лангобарды и авары. Лишь немногие гепиды смогли укрыться на землях Баната и вскоре были ассимилированы аварами.
К 568 году авары во главе с каганом Баяном основали каганат в Карпатском бассейне, который просуществовал 250 лет. В этот период славяне смогли осесть в Трансильвании. Аварский каганат пришёл в упадок с расцветом франкской империи Карла Великого: после войны между двумя государствами в 796—803 годах авары были разбиты. Трансильванские авары были покорены болгарами хана Крума в начале IX века. Трансильвания и восточная Паннония были включены в Первое болгарское царство.

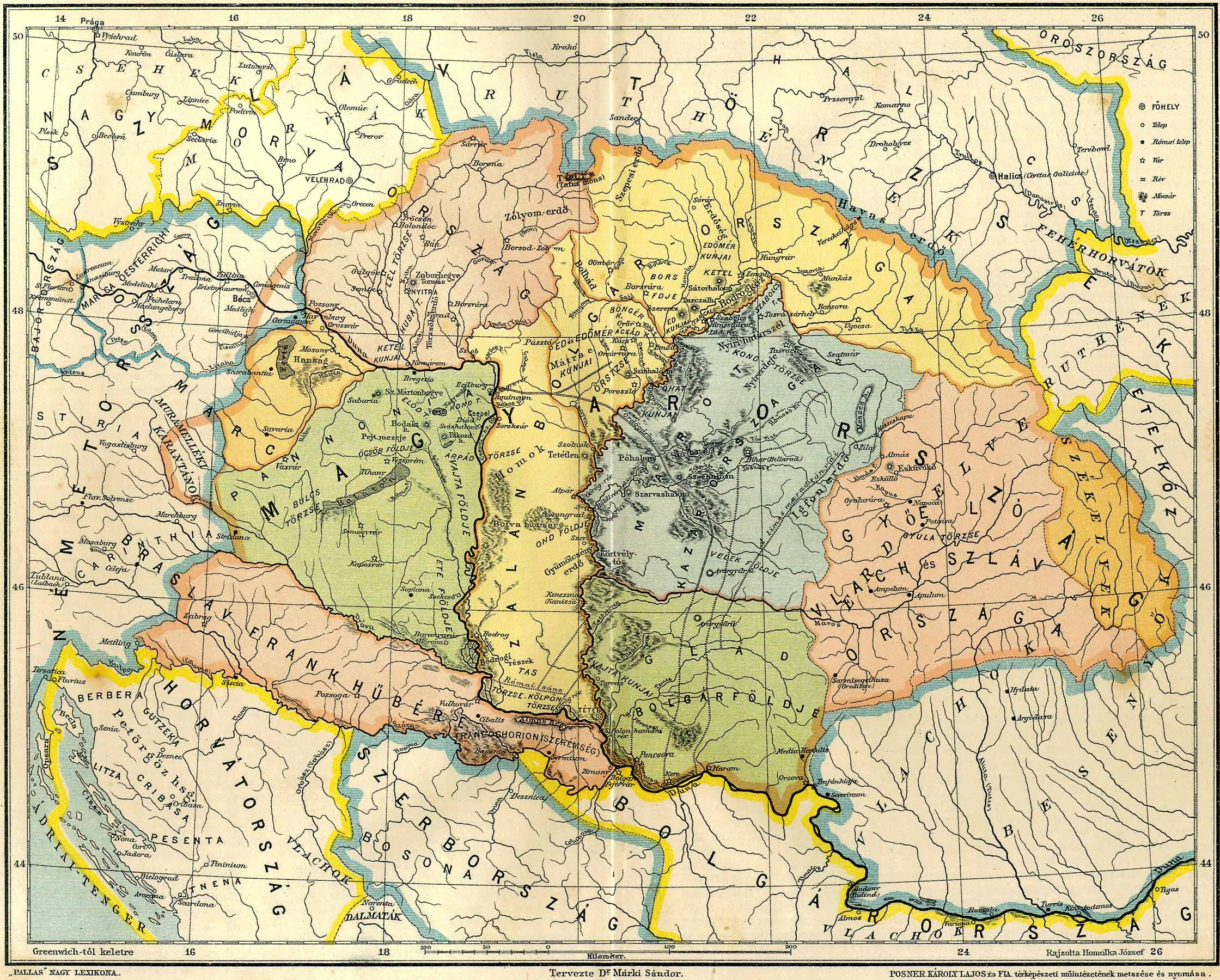
Трансильвания на карте Венгрии из «Венгерской иллюстрированной хроники»

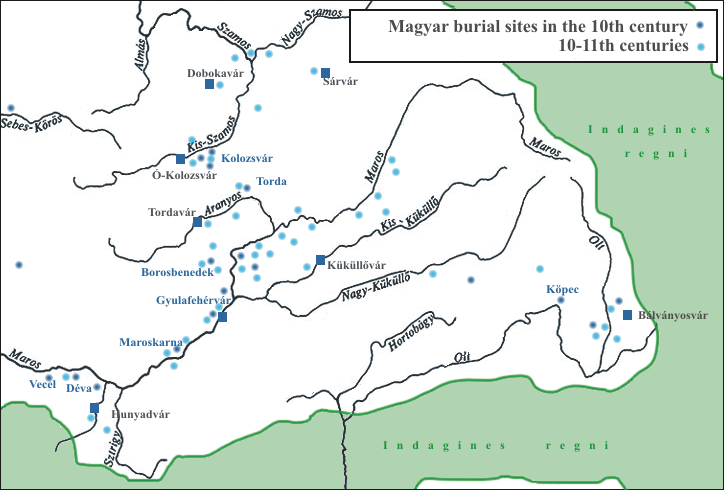
Венгры (мадьяры) в Трансильвании, X—XI века

В 862 году князь Ростислав Моравский восстал против франков и силами мадьярских наёмников добился независимости. Это было первое появление кочевников-мадьяр в Карпатском бассейне. Под давлением болгар и печенегов мадьяры перешли Карпаты около 896 года и заняли местность без существенных сопротивления. Согласно традиции XI века, во главе мадьярской орды стоял князь Алмош, вступивший в Трансильванию в 895 году. Это подтверждается в русских источниках XI века, в которых указано, что мадьяры (венгры) переселились в Карпатский бассейн, пройдя через Киев. По мнению сторонников дако-румынской теории непрерывности, Трансильвания была заселена валахами во время венгерского завоевания. Год завоевания Трансильвании неизвестен. Самые ранние мадьярские артефакты, найденные в регионе, датированы первой половиной X века. Монета времён герцога Бертольда Баварского указывает на то, что трансильванские мадьяры участвовали в западных военных кампаниях. Несмотря на тяжёлое поражение в 955 году в битве на реке Лех, набеги мадьяр на Западную Европу и Балканский полуостров продолжались до 970 года.

#### Венгерское завоевание
В Gesta Hungarorum (лат. «Деяния венгров»), средневековом произведении, написанном анонимным автором в конце XII века (через 300 лет после венгерского завоевания, которое началось в 895—896 годах) упомянут вождь влахов в Трансильвании по имени Гелу, с его столицей в Добоке. Он был побеждён одним из семи венгерских герцогов, по имени «Töhötöm» («Tuhutum» в оригинальной латыни, также известный как «Tétény»). Венгерские историки утверждают, что Гелу был выдуманным персонажем, олицетворением легендарного врага венгерских благородных семей, о которых писал автор хроники, а его имя было образовано от названия деревни «Gelou» (венгерский: «Gyalu»).
Ещё одним легендарным лидером Трансильвании был Глад. По данным «Gesta Hungarorum», он был воеводой из Видина, который управлял территорией Баната в Видинской области южной Трансильвании. Глад, как было указано, имел власть над славянами и влахами. Венгры послали армию против него, подчинив население между реками Муреш и Тимиш. Когда венгры попытались пересечь Тимиш, Глад напал на них с армией, которая включала куман, болгар и влахов. На следующий день Глад был разбит венграми. Румынская историография утверждает, что венгерское нападение на земли Глада произошло в 934 году; однако венгерская историография считает само это событие фиктивным. Ахтум был герцогом Баната и последним правителем, который противостоял созданию Королевства Венгрия в XI веке. Он потерпел поражение от Иштвана I.
Менуморут описывается в «Gesta Hungarorum» как герцог хазар между реками Муреш и Сомеш. Он отказался в 907 году передать венгерскому правителю свои земли между рекой Сомеш и предгорьями. В ходе переговоров с послами венгров он сослался на покровительство византийского императора Льва VI Мудрого.

Венгры осадили цитадель Зотмар (румынский Сату-Маре, венгерский Шатмар) и замок Менуморута в Бихаре, добившись победы над ним. По поводу самого Менуморута, «Gesta Hungarorum» указывает, что он женился на женщине из династии Арпадов. Его сын Такшонь стал правителем мадьяр и отцом Михая и Гезы (чей сын Вайк стал первым королём Венгрии в 1001 году, приняв имя Иштван I).
Историк Курт Хоредт относит завоевание венграми Трансильвании к X—XIII векам. В его теории венгерского завоевания Трансильвании выделено пять этапов:
- «1-й» — около 900 года, до реки Малый Сомеш
- «2-й» — около 1000 года, долина Малого Сомеша и среднее и нижнее течение реки Муреш
- «3-й» — около 1100 года, пока река Большая Тырнава
- «4-й» — около 1150 года, до линии реки Олт
- «5-й» — около 1200 года, до Карпатских гор[22]

### В составе Венгерского королевства

#### Высокое средневековье

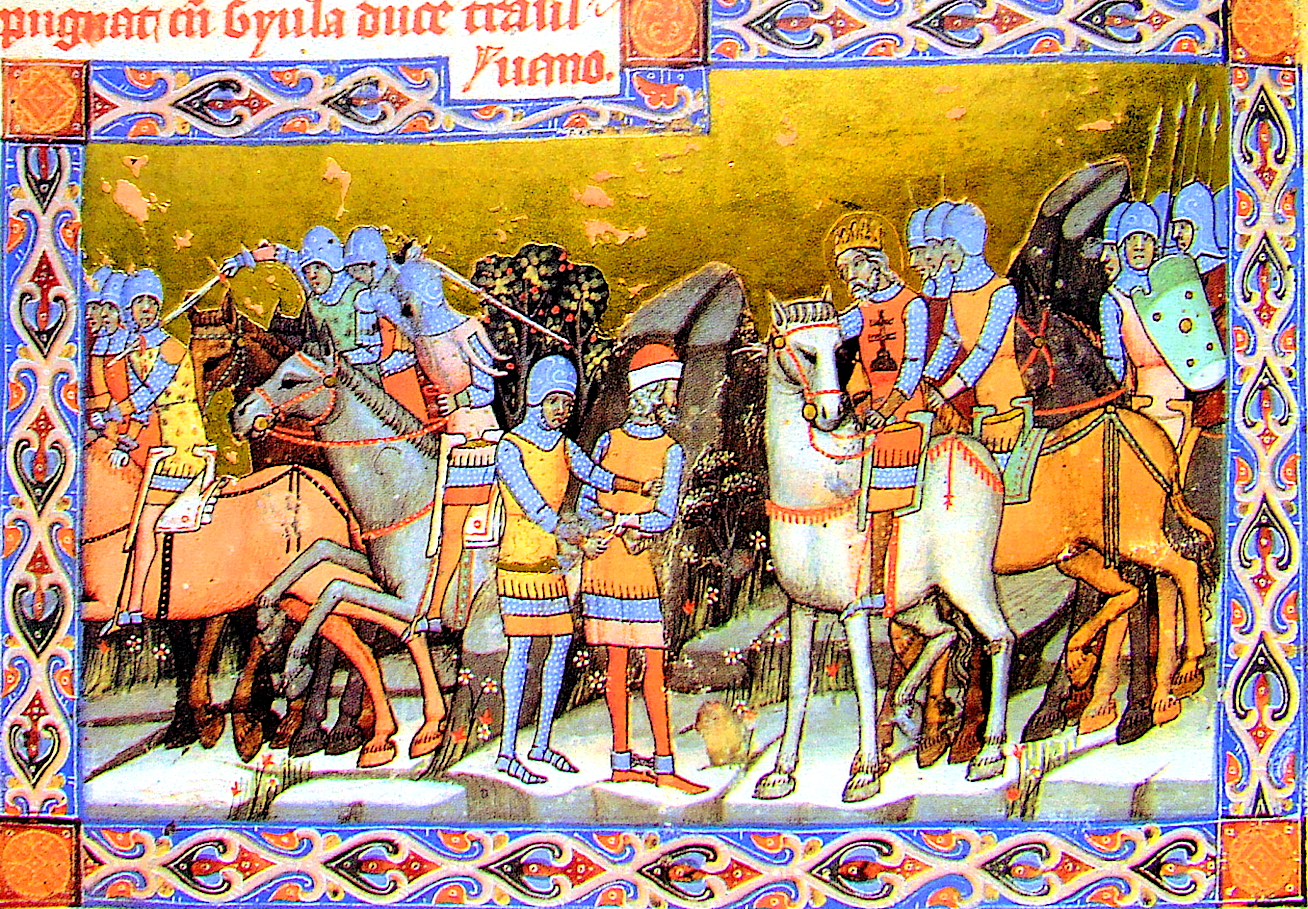
Иштван I пленяет своего дядю, Дьюлу III

В 1000 году Иштван I, великий князь венгерских племён, был признан Папой римским и братом его жены Гизелы, императором Священной Римской империи Генрихом II, королём Венгрии. Хотя Иштван поднял знамя христианизации венгров, он не стал объявлять войну язычеству, опасаясь за целостность своего королевства. Попытки Иштвана контролировать все венгерские племенные территории привели к войнам, в том числе со своим дядей по материнской линии Дьюлой (вождём в Трансильвании, вторым по значимости правителем в венгерской племенной конфедерации). В 1003 году Иштван вступил с армией в Трансильванию, и Дьюла сдался без боя. Это сделало возможным организацию трансильванского католического епископата (с Дьюлафехерваром в качестве епископской кафедры), которая была завершена в 1009 году, когда епископ Остии (как папский легат) посетил Иштвана и одобрил епархиальную организацию. В 1018 году Иштван разбил Ахтума, правителя земель в нижнем течении реки Муреш. Согласно хронике «Chronicon Pictum», Иштван также победил легендарного Кеана, правителя болгар и славян на юге Трансильвании.
В течение XII века в восточной и юго-восточной части Трансильвании стали обосновываться секеи — венгроязычное племя. В XII—XIII веках районы на юге и северо-востоке региона также стали осваивать немецкие колонисты — трансильванские саксы. «Siebenbürgen» (немецкое название Трансильвании, «Семиградье») происходит от семи главных укреплённых городов, основанных трансильванскими саксами. Немецкое влияние стало более заметным, когда в начале XIII века, король Венгрии Андраш II призвал Тевтонский орден, чтобы защитить Трансильванию и область Цара-Бырсей от набегов половцев. После того, как орден расширил свою территорию за пределы Трансильвании без разрешения, Андраш изгнал рыцарей в 1225 году.
В 1241 году Трансильвания пострадала во время монгольского вторжения в Европу. Гуюк вторгся в Трансильванию через перевал Ойтуз, в то время как Субэдэй атаковал на юге, с перевала Мехедия на Оршову. В то время как Субэдэй продвинулся на север, чтобы встретиться с Батыем, Гуюк напал на Сибиу, чтобы помешать трансильванской знати прийти на помощь венгерскому королю Беле IV. Бистрица, Клуж-Напока и трансильванская равнина были разорены монголами, как и серебряные рудники в Родне. Отдельные монгольские силы разгромили западных половцев возле реки Сирет в Карпатах. В период нашествия население Трансильвании сократилось на 15-50 %.
Половцы в этот период приняли католичество и после поражения от монголов искали убежища в центральной Венгрии. Елизавета, половецкая принцесса, вышла замуж за Иштвана V в 1254 году.
Ногай возглавлял вторжение в Венгрию с ханом Тула-Бугой. Ногай привёл армию, которая разорила Трансильванию, разграбив Регин, Брашов и Быстрицу. Тула-Буга возглавил отряды в северной Венгрии, где он был остановлен сильным снегопадом в предгорьях Карпат. Он был разбит возле Пешта королевской армией Ласло IV и попали в секейскую засаду при отступлении.
Первые письменные источники о валашских поселениях в регионе датируются XIII веком. Первым поселением стал городок «Olahteluk» (1283) в Бихаре. «Земля румын» («Terram Blacorum») была образована в Фэгэраше, и эта область упоминалась под названием «Olachi» в 1285 году.
Власть в Трансильвании находилась в руках воеводы, назначаемого венгерским королём. Трансильвания окончательно оформилась как воеводство после 1263 года, когда были ликвидированы вольности графов Сольнока (Добоки) и Албы. Воевода контролировал семь комитатов. В соответствии «Chronica Pictum», первым воеводой Трансильвании был Золтан Эрдойлю, родственник короля Иштвана.
Тремя наиболее важными чиновниками Трансильвании XIV века были воевода, епископ Трансильвании и аббат Колошмоностора (на окраине города Клуж-Напока). Как и в остальной части Венгерского королевства, высшим слоем общества в регионе была аристократия (знать и священнослужители): изначально этнически разнородная, она всё больше объединялась вокруг венгерского ядра. Документом, предоставляющим привилегии аристократии, была Золотая булла 1222 года, выданная королём Андрашем II. Остальная часть общества была основана на этническом принципе. Трансильванским саксам, обосновавшимся на юге Трансильвании в XII—XIII веках, были предоставлены льготы в 1224 году. Секеи и валахи не считались колонистами в Трансильвании и получили только частичные привилегии. В то время как секеи укрепили свои привилегии, распространив их на всю свою этническую группу, валахи с трудом сохраняли свои привилегии в определённых областях («Terrae Vlachorum») и теряли свои земли. Тем не менее, когда король (или воевода) созывал общее собрание Трансильвании («Congregatio») в течение XIII—XIV веков, в нём принимали участие все четыре сословия: аристократия, саксы, секеи и валахи.

#### Позднее Средневековье
После 1366 года валахи постепенно утратили свои права на земли и были исключены из трансильванских собраний. Главная причина этого заключалась в религии: во время кампании прозелитизма Людовика I привилегированный статус был признан несовместимым с целостностью государства. В своём Турданском указе 1366 года король Венгрии определил, что главным критерием отнесения к знати отныне является принадлежность к Римско-католической церкви, таким образом, исключив православных валахов. Дворянство получало права собственности на землю и людей путём специального документа, выдаваемого королём, и валашская социальная элита лишилась таких бенефициев. Не имея собственности и официального статуса в качестве землевладельцев, лишённая привилегий как раскольники, валашская элита уже не могла участвовать в деятельности собраний.
В 1437 году венгерские и валашские крестьяне, мелкая знать и горожане Коложвара (Клаузенбург, ныне Клуж-Напока), во главе с Анталом Надем, восстали против своих феодальных хозяев и провозгласили своё собственное право земельной собственности («universitas hungarorum et valachorum» — «владения венгров и валахов»). Для подавления восстания венгерское дворянство в Трансильвании, саксонские бюргеры и секеи образовали Союз трёх наций. К 1438 году восстание было подавлено. С 1438 года политическая система была основана на Союзе трёх наций, и общество регулировалось этими тремя сословиями: дворянством (в основном венграми), секеями и саксонскими бюргерами. Направленный против крестьян, Союз ограничил число поместий.

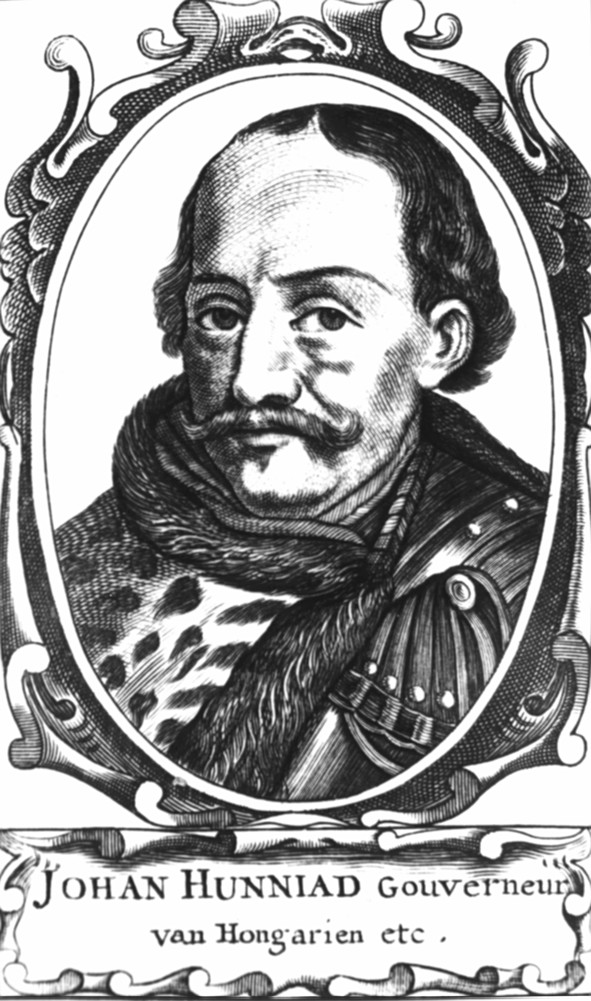
Янош Хуньяди

Хотя православным валахам не разрешалось местное самоуправление, как секеям и саксам в Трансильвании и половцам и языгам в Венгрии, валашский правящий класс («Nobilis kenezius») имел те же права, что и венгерский «Nobilis conditionarius». Но после Турданского указа в Трансильвании единственным способом оставаться (или стать) членом дворянства был переход в католицизм. Чтобы сохранить свои позиции, некоторые валашские семьи обратились в католичество (Хуньяди/Корвин, Билкеи, Илошваи, Драгффи, Данфи, Добози и др.). Некоторые достигли высоких чинов: Николаус Олахус стал архиепископом Эстергома, а сын наполовину валаха Яноша Хуньяди Матвей Корвин стал королём Венгрии.
Тем не менее, большинство валахов не перешли в католичество и не были политически представлены до XIX века. Они были лишены своих прав и жили в условиях сегрегации (например, им не разрешалось строить или покупать дома в городах, строить каменные церкви или обращаться в суд). Например, если венгр обвинялся в грабеже, то его могли оправдать, если в его пользу присягнут судья его села и три честных человека, в то время как от валаха требовались клятвы главы села, четырёх валахов и трёх венгров (1542). Венгерский крестьянин мог быть наказан после того, как будет обвинён семью людьми, заслуживающими доверия, в то время как валашский — после обвинений со стороны только трёх людей (1554).
В XV веке стало ясно, что целью османского султана Мурада II является не просто закрепление на Балканах и запугивание венгров, но покорение Венгрии. Ключевой фигурой в Трансильвании в это время был Янош Хуньяди. Хуньяди был награждён рядом поместий, став одним из главных землевладельцев в Венгрии и получив место в королевском совете. После того, как он поддержал кандидатуру Владислава III Польского на венгерский престол, Хуньяди был награждён в 1440 году капитанством крепости Нандорфехервар (Белград) и воеводством Трансильвания. Его последующие военные подвиги (он считается одним из самых выдающихся полководцев Средневековья) против Османской империи принесли ему пост регента Венгрии в 1446 году и папское признание в качестве князя Трансильвании в 1448 году.

## Новое время

### Автономное княжество
Когда основная венгерская армия и король Людовик II были разбиты турками в 1526 году в битве при Мохаче, Янош Запольяи, воевода Трансильвании, противник занятия венгерского престола Фердинандом Австрийским (впоследствии император Фердинанд I), выдвинул свою кандидатуру на престол. Когда Янош был избран королём Венгрии, другая сторона признала Фердинанда. В ходе последовавшей борьбы Запольяи поддержал султан Сулейман I, который (после смерти Запольяи в 1540 году) явился в центральную Венгрию, чтобы защитить сына Запольяи Яноша II. Янош Запольяи основал Восточно-Венгерское королевство (1538—1570), из которого возникло княжество Трансильвания. Княжество было создано после подписания Шпайерского договора в 1570 году Яношем II и императором Максимилианом II. Согласно договору, княжество Трансильвания номинально оставалась частью Королевства Венгрии.
Габсбургская Австрия контролировала Королевскую Венгрию, которая состояла из графств вдоль австрийской границы, Верхнюю Венгрию и некоторую часть северо-западной Хорватии. Турки присоединили центральную и южную Венгрию.

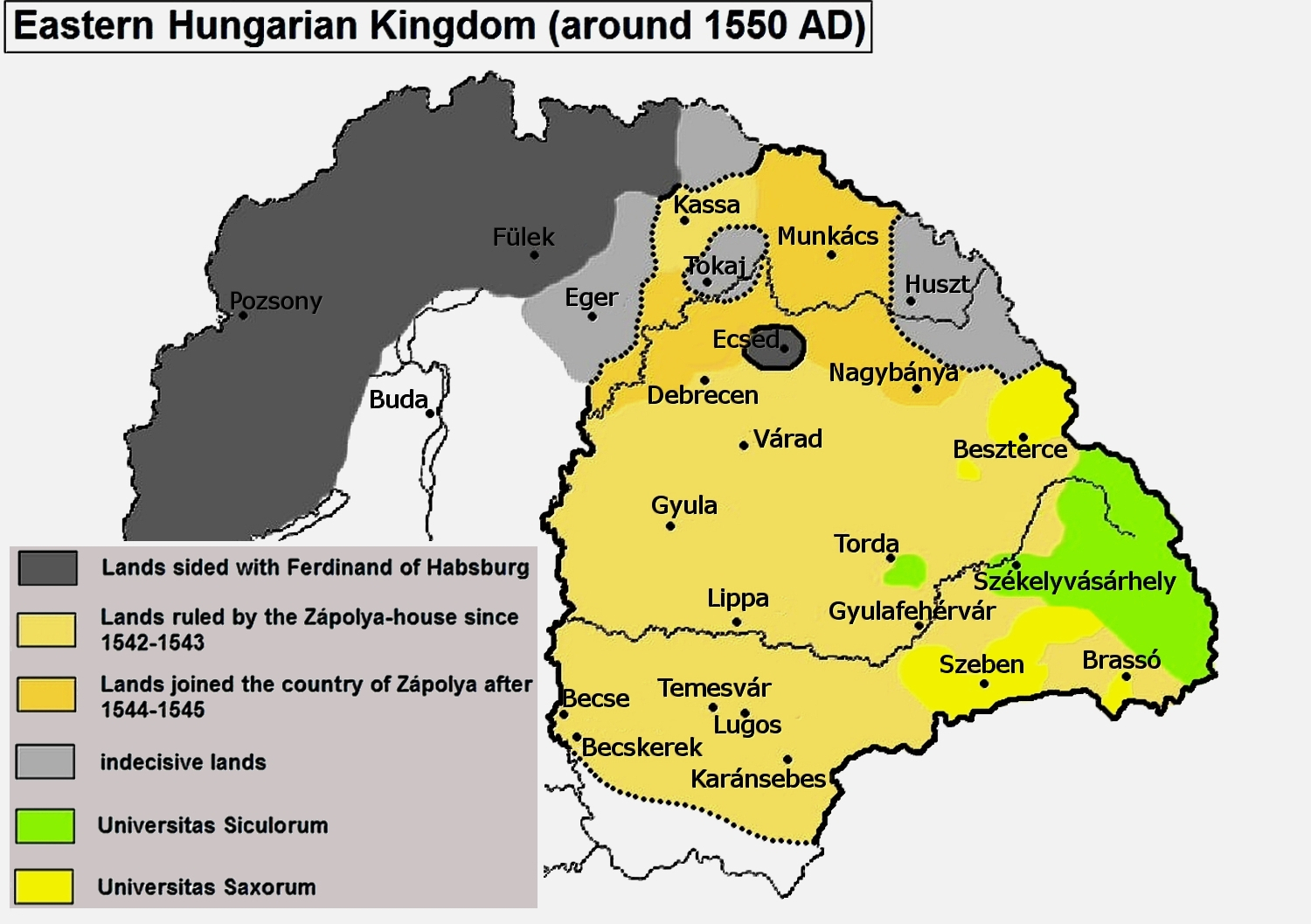
Трансильвания как часть Восточно-Венгерского королевства

Трансильвания стала полунезависимым государством под контролем Османской империи (княжество Трансильвания), где венгерские князья, платившие туркам дань, пользовались относительной автономией, а австрийцы и турки соперничали за господство почти два столетия. Регион теперь был вне пределов досягаемости католической религиозной власти, что позволило процветать проповедям лютеран и кальвинистов. В 1563 году Джорджо Бландрата был назначен придворным врачом, его радикальные религиозные идеи повлияли на молодого короля Яноша II, и кальвинистский епископ Ференц Давид, в конечном счёте, добился его перехода в унитаризм.
Трансильвания управлялась князьями и Сеймом (парламентом). в котором были представлены три сословия: венгерская элита (в основном этнические венгры, дворянство и духовенство), саксы (немецкое бюргерство) и секеи.

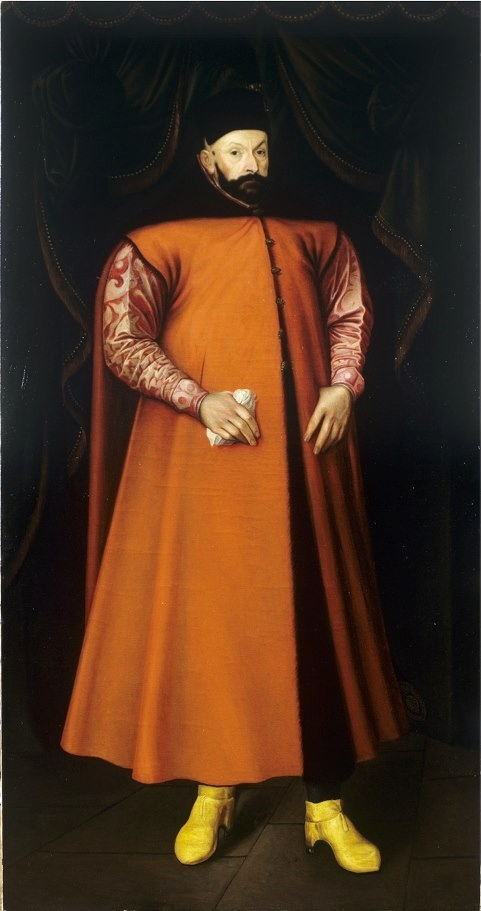
Стефан Баторий, избранный королём Польши

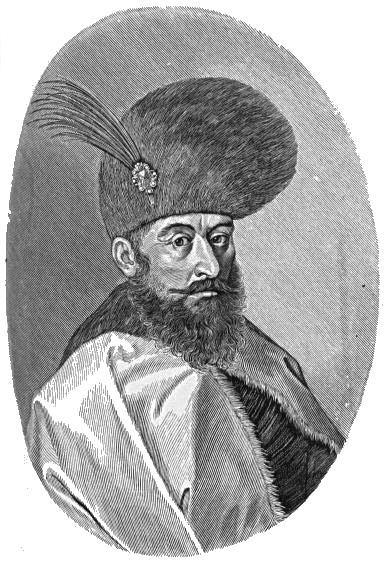
Михай Храбрый, князь Валахии, Молдавии и Трансильвании

Семья Батори, пришедшая к власти после смерти Яноша II в 1571 году, правила Трансильванией в качестве князей под властью турок (и недолго под властью Габсбургов) до 1602 года. Стефан Баторий, венгерский католик, который позже стал королём Польши, пытался сохранить религиозную свободу, предоставленную Турданским эдиктом, но интерпретировал это обязательство в более узком смысле. Позднее Трансильвания (под властью Жигмонда Батори) вступила в Долгую войну, которая началась как христианский союз против турок.

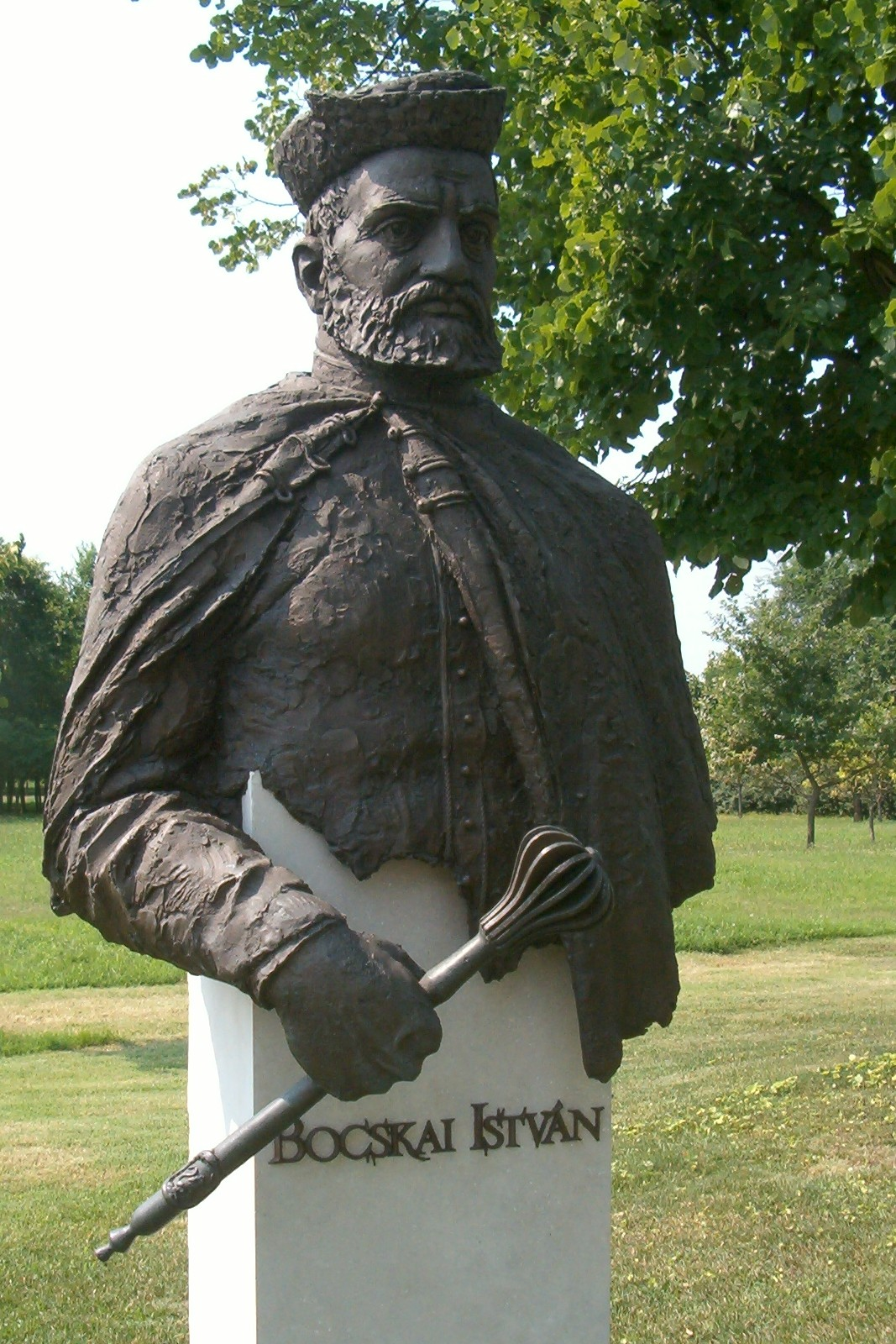
Prince Иштван Бочкаи

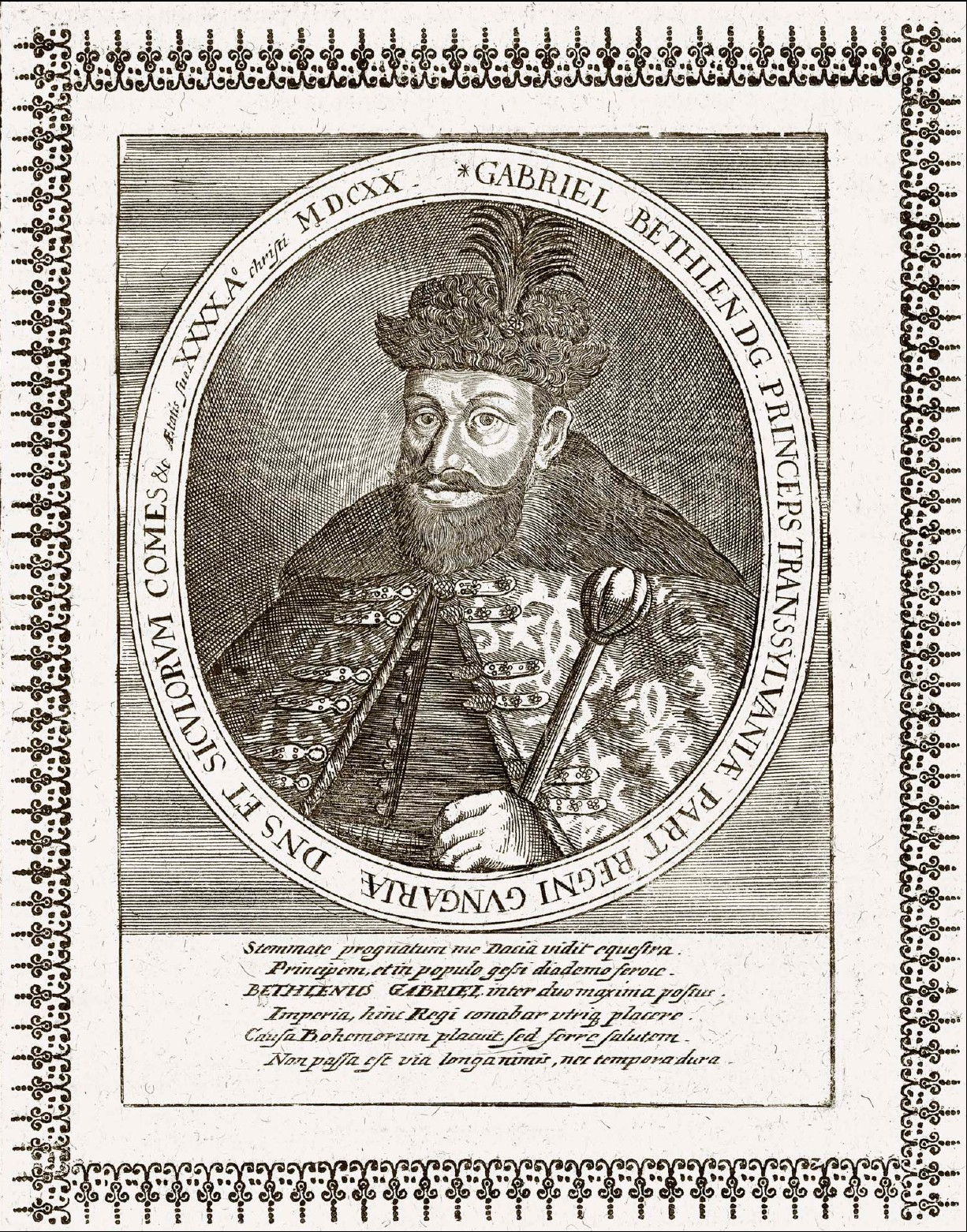
Prince Габор Бетлен

Князь Валахии Михай Храбрый получил контроль над Трансильванией (при поддержке секеев) в октябре 1599 года после битвы при Шелимбаре, в котором он нанёс поражение армии Андраша Батори. Батори был убит секеями, которые надеялись восстановить свои старые привилегии с помощью Михая. В мае 1600 года Михай получил контроль над Молдавией, объединив три княжества — Валахию, Молдавию и Трансильванию (три основных регионах современной Румынии). Михай рассадил валашских бояр в некоторых государственных учреждениях, но не мешал сословиям и искал поддержку со стороны венгерского дворянства. Несмотря на своё происхождение, Михай, заняв Трансильванию, не предоставил прав валашским жителям (которые были в основном крестьянами, но составляли более 60 % населения), вместо этого он поддерживал венгерскую, секейскую и саксонскую знать, подтвердив их права и привилегии. В 1600 году он потерпел поражение от Джорджо Басты (капитана Верхней Венгрии) и передал молдавские владения полякам. Присягнув императору Рудольфу II в Праге (столице Германии), Михай был вознаграждён за свою службу. Он вернулся и помог Басте в битве при Гурушло в 1601 году. Однако правление Михая не продлились долго — он был убит валлонскими наёмниками под командованием Басты в августе 1601 года.
После поражения при Миришло трансильванские землевладельцы присягнули на верность Габсбургам. Баста покорил Трансильванию в 1604 году, положив начало террору, направленному на возвращение княжества к католицизму. Период между 1601 (убийством Михая Храброго) и 1604 годами был самым трудным для Трансильвании после монгольского нашествия, анонимный саксонский автор назвал его «Misericordia dei quod non-consumti sumus» — «Только Божья милость спасла нас от уничтожения».
В 1604—1606 годах бихарский магнат, кальвинист Иштван Бочкаи провёл успешную восстание против австрийского господства. Он был избран князем Трансильвании 5 апреля 1603 года и князем Венгрии два месяца спустя.

Княжество Трансильвания, 1606—1660

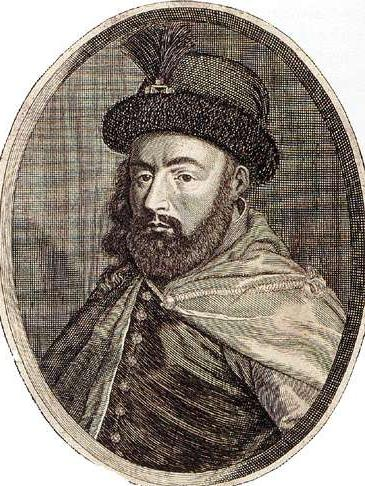
Дьёрдь II Ракоци, князь Трансильвании

Двумя главными достижениями короткого правления Бочкаи (он умер 29 декабря 1606 года) были Венский договор (23 июня 1606) и Житваторокский мир (ноябрь 1606). По Венскому договору Бочкаи получал религиозную свободу, возвращение всех конфискованных земель, отмену всех «неправедных» решений, полную амнистию для всех венгров в Королевской Венгрии и признание в качестве независимого суверенного князя расширенной Трансильвании. Житваторокский мир закончил войну между Австрией и турками и был заключён при посредничестве Бочкаи.
Князь Габор Бетлен (правил с 1613 до 1629) противостоял усилиям императора притеснять протестантов, чем завоевал репутацию за рубежом. Он вёл войну с императором трижды, был дважды провозглашён королём Венгрии и получил подтверждение Венского договора для протестантов (и семь дополнительных округов в северной Венгрии для себя) по Никольсбургскому миру, подписанному 31 декабря 1621 года. Преемник Бетлена Дьёрдь I Ракоци был столь же успешен: его главным достижением стало Линцский мир (16 сентября 1645), последний политический триумф венгерского протестантизма, по которому император был вынужден подтвердить статьи Венского договора. Бетлен и Ракоци покровительствовали образованию и культуре, и их правление было названо Золотой эрой Трансильвании. Они тратили большие деньги на свою столицу Алба-Юлию (Дьюлафехервар, Вайссенбург), которая стала главным оплотом протестантизма в Центральной Европе. В это время Трансильвания была одной из немногих европейских стран, где жили католики, кальвинисты, лютеране и унитарии во взаимной терпимости. Православные, однако, не были признаны в качестве официальной конфессии.
Этот Золотой век (и относительная независимость) Трансильвании закончилась при Дьёрде II Ракоци. Князь, претендуя на польскую корону, в союзе со Швецией вторгся в Польшу в 1657 году, несмотря на угрозы со стороны турок. Ракоци потерпел поражение в Польше, а его армия попала в татарский плен. Последовал период хаоса, быстрой смены князей, борющихся друг с другом. Ракоци не пожелал отречься от власти, несмотря на турецкие угрозы военного нападения. Для решения политической ситуации турки прибегали к военной мощи. Нашествия на Трансильванию крымских татар, последовавшая за этим потеря территорий (в частности, Варада в 1660 году), сокращение численности населения — всё это толкнуло князя Яноша Кемени провозгласить независимость Трансильвании от турок в апреле 1661 года и обратиться за помощью к Габсбургам. Однако тайное соглашение между Габсбургами и турками помешало Габсбургам вмешаться. Поражение Кемени в борьбе с турками и приход к власти ставленника турок Михая I Апафи символизировали подчинённость Трансильвании туркам на правах вассалитета.

### Под властью Габсбургов
После поражения Османской империи в битве при Вене в 1683 году Габсбурги стали предъявлять свои права на Трансильванию. В 1691 году, после смерти князя Михая I Апафи, император Леопольд I составил так называемый леопольдинский диплом — основной договор Трансильвании с габсбургской монархией, обеспечивавший ей конституционную свободу и все прежние ее права в политическом и религиозном отношениях. Карловицким миром 1699 года Османская империя признала Леопольда I властителем Трансильвании. В союзе с недовольными в 1703 году восстал против этого Ференц Ракочи, который был избран был в князья секлерами и частью мадьярской аристократии: но императорские войска одержали верх, и Затмарский мир 1711 года оставил Трансилванию под властью Габсбургов. Турки еще раз попытались овладеть Трансильванией, но по Пассаровицкому миру 1718 года они должны были окончательно признать власть Австрии над нею. 
С 1711 года австрийский контроль над Трансильванией был консолидирован, и трансильванских князей заменили имперские наместники. В 1765 году было провозглашено образование Великого княжества Трансильвания и закрепление автономного статуса Трансильвании в пределах Австрийской империи. Венгерская историография рассматривает этот шаг как формальность.

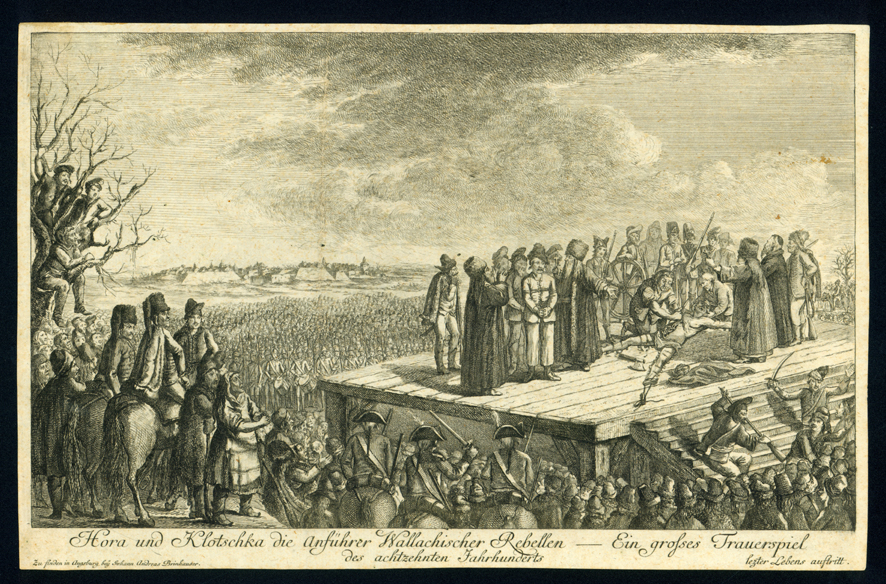
Публичные казни участников восстания Хории, Клошки и Кришана

2 ноября 1784 года в графстве Хунедоара началось восстание во главе с валахами Василе Хория, Ионом Клошкой и Марку Кришаном, распространившееся по всем западным Карпатам. Основные требования повстанцев были связаны с феодальным крепостничеством и отсутствием политического равенства между валахами и другими трансильванскими этническими группами. Восставшие разбили австрийскую армии в Брэдеа 27 ноября 1784 года. Восстание было подавлено 28 февраля 1785 года, Хория и Клошка были колесованы, а Кришан повесился в ночь перед казнью.

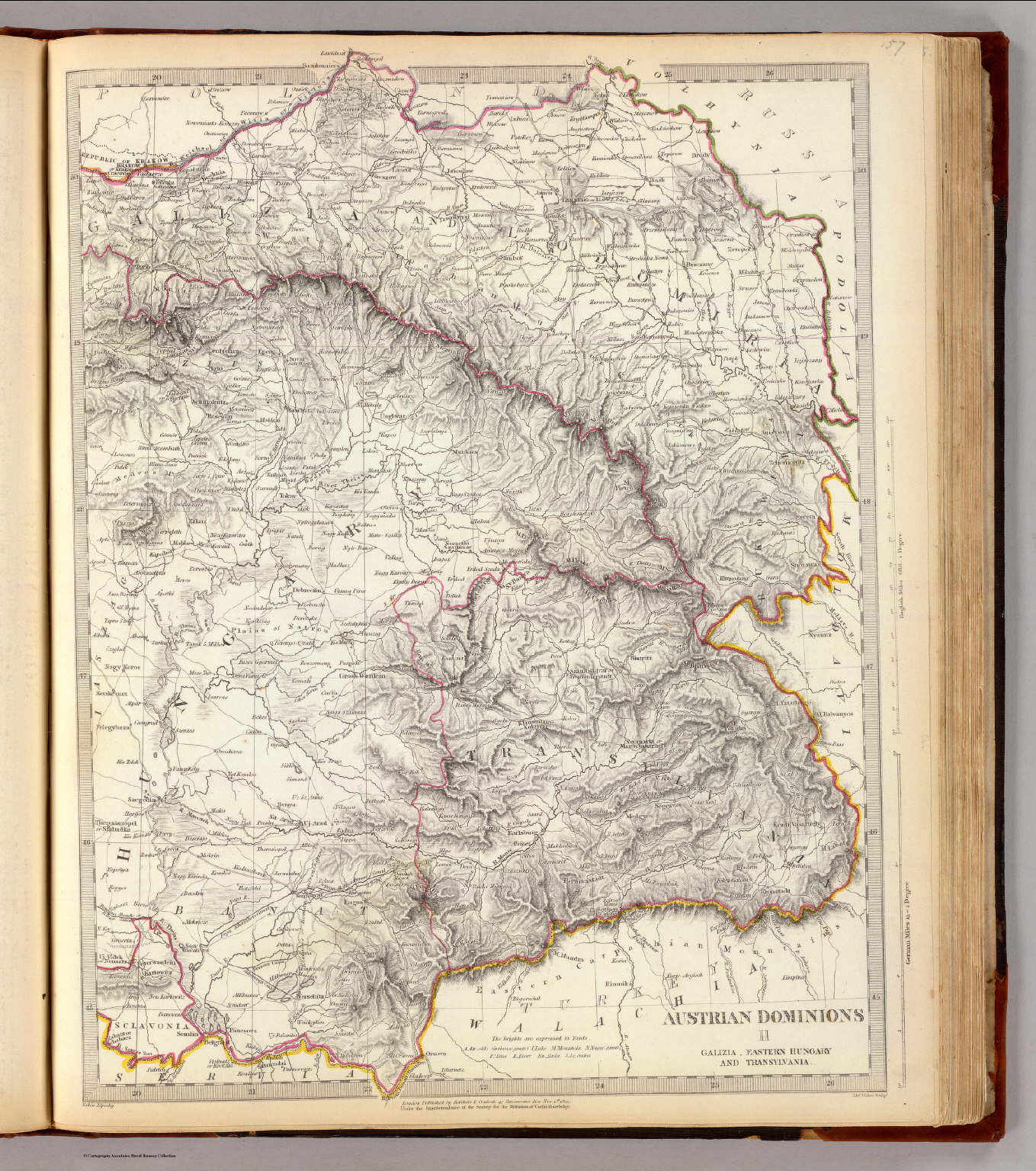
Трансильвания, Венгрия и Галиция

В 1791 году валахи ходатайствовали перед императором Леопольдом II о предоставлении религиозного равенства и признании их в качестве четвёртой «нации» в Трансильвании. Трансильванский Сейм отклонил их требования, вернув валахам их маргинальный статус. 
В начале 1848 года, в рамках Революции 1848 года, венгерский Сейм принял комплексную программу законодательной реформы («Апрельские законы»), которые включали положение о союзе Трансильвании и Венгрии. Трансильванские валахи первоначально приветствовали революцию, полагая, что они выиграют от реформ. Однако их позиция изменилась в связи с оппозицией реформам трансильванских дворян (например, по поводу освобождения крепостных) и нежеланием венгерских революционных лидеров признать валашские национальные интересы. В середине мая валашское собрание в Блаже выпустило собственную революционную программу, призвав к пропорциональному представительству румын в Сейме Трансильвании и прекращению социального и этнического угнетения. Саксы были обеспокоены возможным союзом с Венгрией, опасаясь потери своих привилегий. Когда трансильванский Сейм собрался 29 мая, голосование за союз протолкнули, несмотря на возражения со стороны многих саксонских депутатов. 10 июня император признал голосование Сейма. В сентябре 1848 года ещё одно валашское собрание в Блаже осудило союз с Венгрией и призвало к вооружённому восстанию в Трансильвании. Война началась в ноябре: венгры во главе с польским генералом Бемом выступили против валашских и саксонских отрядов под австрийским командованием. В течение четырёх месяцев Бем вытеснил австрийцев из Трансильвании. Однако в июне 1849 года российский император Николай I ответил на обращение императора Франца Иосифа и отправил российские войска в Трансильванию. После первоначальных успехов в борьбе с русскими, армия Бема была разбита в битве при Темешваре 9 августа, а Венгрия капитулировала.

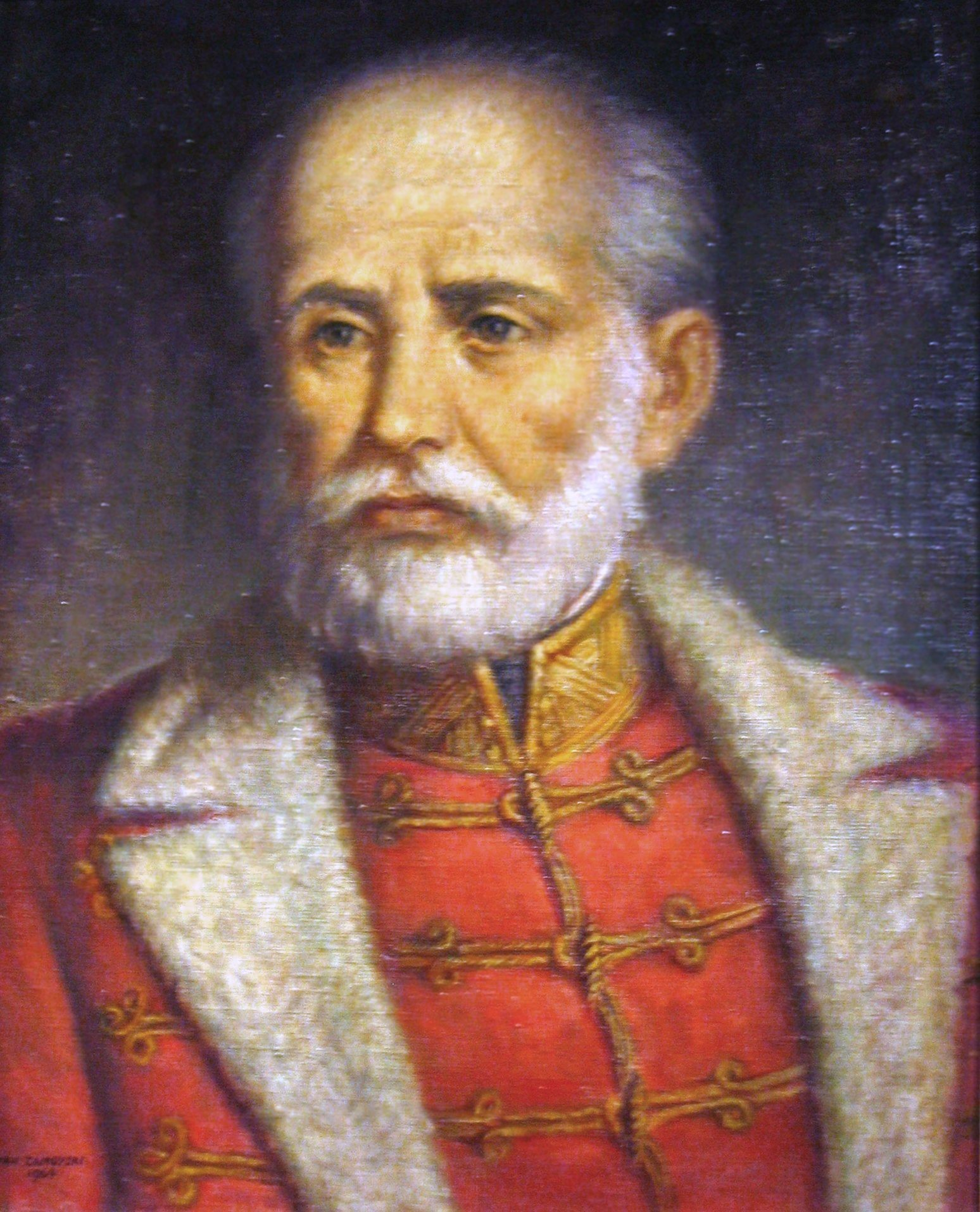
Юзеф Бем

Австрийцы отвергли предложение о реформировании системы административного управления по этническим критериям (в частности, идею создания провинции для валахов в границах Трансильвании, Баната и Буковины) — они не хотели, чтобы на смену венгерскому национализму пришёл валашский сепаратизм. Тем не менее, они не объявляют себя враждебными по отношению к созданию валашских административных единиц в Трансильвании.
Территория Трансильвании была преобразована в две префектуры во главе с Аврамом Янку и Бутяну. Административные изменения были прекращены, когда венгры во главе с Бемом провели наступление через Трансильванию. При скрытой поддержке российских войск австрийская армия и австрийско-валашская администрация отступили в Валахию и Олтению (оба княжества находились под российской оккупацией). Аврам Янку оставался единственной силой сопротивления: он отступил в дикую местность, начав партизанскую войну с силами Бема, нанося венграм серьёзный ущерб и блокируя путь к Алба-Юлии. Конфликт затянулся на несколько месяцев, но все венгерские попытки захватить горные крепости были отбиты.
В апреле 1849 года Янку встретился с венгерским посланником Йоаном Драгошем (валашским депутатом венгерского парламента). Противник Янку, венгерский командир Имре Хатвани, по-видимому, использовал временное перемирие, вызванное переговорами Янку с Драгошем, чтобы атаковать валахов в Абруде. Тем не менее, Янку и его люди отступили и окружили венгров. 22 мая Хатвани и большая часть его группировки была уничтожена. Лайош Кошут был возмущён действиями Хатвани, которые фактически сорвали мирные переговоры.

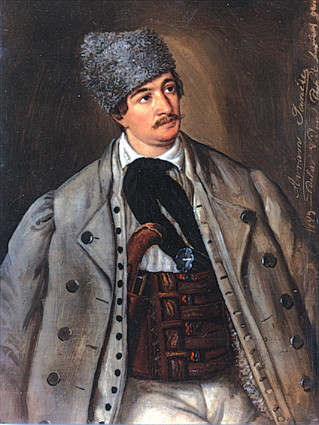
Аврам Янку

Тем не менее, острота конфликт стала слабеть. Люди Янку сконцентрировалась на захвате ресурсов и поставок, нанося ущерб противнику только в ходе мелких стычек. Вмешательство России в июне ещё больше ослабило интенсивность боёв: поляки, сражавшиеся в венгерских революционных отрядах, стали возвращаться на родину, чтобы там противостоять царской армии. Генрих Дембиньский, польский генерал, вёл переговоры о перемирии между Кошутом и валашскими эмигрантскими революционерами. Их лидер Николае Бэлческу и Кошут встретились в мае 1849 года в Дебрецене. Полноценного договора не получилось из-за идеологических разногласий, но Кошут смог убедить Бэлческу стать посредником в переговорах с Янку. Янку согласился с нейтральным статусом в конфликте между Россией и Венгрией, а сами венгерские войска потерпели поражение в июле и капитулировали 13 августа.
После подавления революции Австрия ввела репрессивный режим в Венгрии и Трансильвании и правила непосредственно через военного губернатора, утвердив также в качестве официального языка только немецкий. При этом Австрия отменила Союз трёх наций, предоставив гражданство валахам. Хотя бывшие крепостные получили землю от австрийских властей, зачастую её едва хватало для жизни. Такие условия заставили многие валашские семьи пересечь границу и отправиться в Валахию и Молдавию в поисках лучшей жизни.

### В составе Австро-Венгрии

Австро-Венгрия

Из-за внешних и внутренних проблем реформы казались неизбежными для обеспечения целостности империи Габсбургов. Крупные австрийские военные поражения (например, в 1866 году в битва при Садове) заставили австрийского императора Франца-Иосифа начать внутренние реформы. Чтобы усмирить венгерский сепаратизм, император заключил соглашение с Венгрией (Австро-Венгерское соглашение 1867 года), по которому была учреждена двуединая монархия Австро-Венгрия. Две короны управлялись двумя парламентами из двух столиц, с общим монархом и общей внешней и военной политикой. Экономически империя представляла собой таможенный союз. Первым премьер-министром Венгрии стал граф Дьюла Андраши. Старая Конституция Венгрии была восстановлена, и Франц-Иосиф был коронован как король Венгрии.
Реформы способствовали развитию экономики, ВВП на душу населения рос на 1,45 % в год в период с 1870 по 1913 год (для сравнения: в Великобритании — 1,00 %, Франции — 1,06 %, лишь в Германии — 1,51 %). Росли темпы индустриализации и урбанизации. Многие государственные учреждения и современная административная система Венгрии были созданы в этот период. Тем не менее, в результате Австро-Венгерского соглашения особый статус Трансильвании был ликвидирован — она стала провинцией под властью венгерского Сейма. Румыны Трансильвании попали под гнёт венгерской администрации, проводившей политику мадьяризации. Трансильванские саксы также были подвержены этой политике. В это время Трансильвания состояла из 15 графств (медье), охватывавших 54 400 км² на юго-востоке бывшего Венгерского королевства.

## В составе Румынии

### Великая Румыния
Хотя короли Кароль I и Фердинанд I происходили из немецкой династии Гогенцоллернов, Королевство Румыния отказалось присоединиться к Центральным державам и оставалось нейтральным в начале Первой мировой войны. В 1916 году Румыния присоединилась к Антанте, подписав секретную военную конвенцию о признании за Румынией прав на Трансильванию. Жена короля Фердинанда Мария Эдинбургская приобрела большое влияние в эти годы.
В результате конвенции Румыния объявила войну Центральным державам 27 августа 1916 года, когда перевес Антанты в войне стал очевидным, румынские войска перешли Карпатские горы и вступили в Трансильванию. Это открыло для Центральных держав ещё один фронт. Однако румыны поторопились с вступлением в войну: немецко-болгарское контрнаступление началось в следующем месяце в Добрудже и в Карпатах, что заставило румын отступить обратно в пределы Румынии к середине октября и в конечном итоге привело к захвату Бухареста. Выход России из войны в марте 1918 года оставил Румынию один на один с немцами, австрийцами и болгарами в Восточной Европе, и мирный договор между Румынией и Германией был заключён в мае 1918 года. К середине 1918 года Центральные державы проиграли войну на Западном фронт, и Австро-Венгрия стала распадаться. Австро-Венгрия подписала перемирие в Падуе 3 ноября 1918 года, а народы Австро-Венгерской империи провозгласили свою независимость в сентябре и октябре того же года.

#### После Первой мировой войны
В 1918 году в результате поражения Германии в Первой мировой войне Австро-Венгерская монархия рухнула. 31 октября успешная революция астр в Будапеште привела к власти левого либерала, ставленника Антанты Михая Каройи, в качестве премьер-министра Венгрии. Под влиянием пацифизма Вудро Вильсона Каройи приказал разоружить венгерскую армию. Правительство Каройи объявило вне закона все венгерские вооружённые объединения, которые намеревались защищать страну.
Сепаратный Бухарестский договор, не ратифицированный Румынией, был денонсирован в октябре 1918 года правительством Румынии, которая затем вновь вступила в войну на стороне союзников и продвинулись к реке Муреш в Трансильвании.
Лидеры национальной партии Трансильвании встретились и подготовили резолюцию, провозглашавшую право на самоопределение (под влиянием «14 пунктов» Вудро Вильсона) для румынского населения Трансильвании, и провозгласили объединение Трансильвании с Румынией. В ноябре Румынский национальный центральный совет, представлявший румын Трансильвании, уведомил правительство в Будапеште, что берёт под свой контроль 23 трансильванских уезда (и часть трёх других) и просил венгров дать ответ. 2 ноября венгерское правительство отвергло это требование, заявив, что оно не отражает интересов этнических венгров и немцев Трансильвании. 1 декабря в Алба-Юлии массовое собрание этнических румын приняло резолюцию, призывающую к объединению всех румын в едином государстве. Национальный совет трансильванских немцев и Совет дунайских швабов Баната одобрил резолюцию. В ответ на это венгерская Генеральная Ассамблея в Клуже подтвердил верность венгров Трансильвании Венгрию 22 декабря 1918 года.

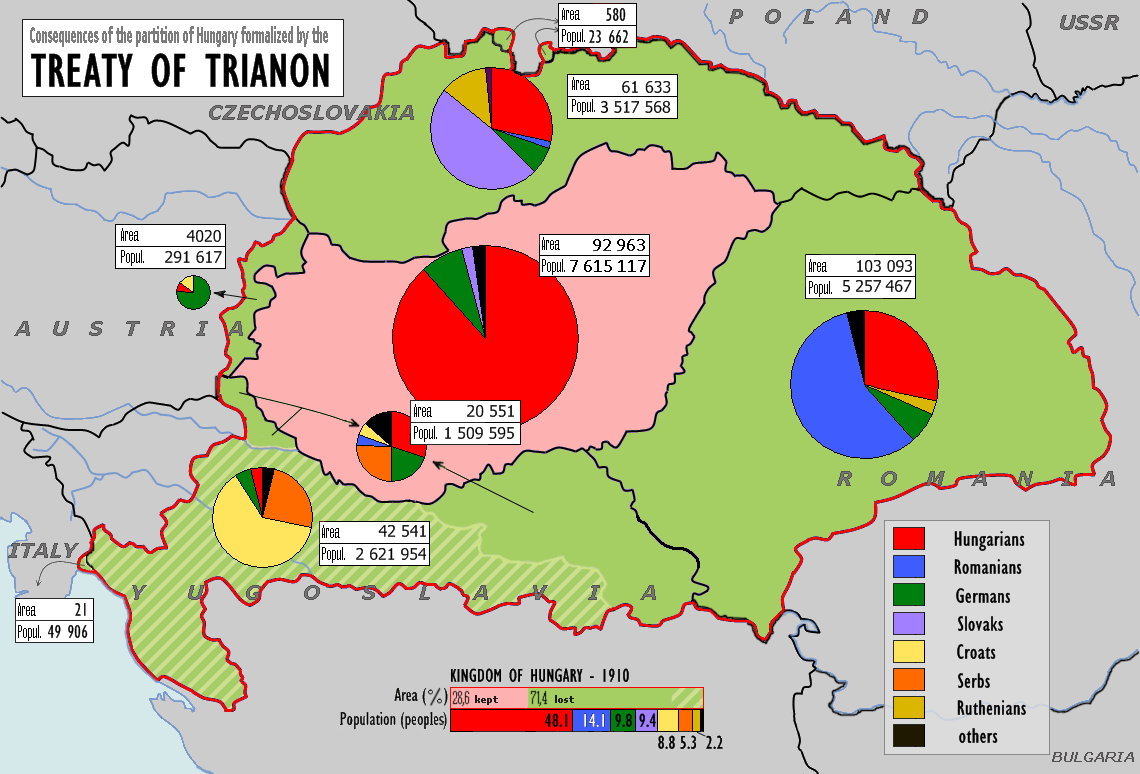
Этническое соотношение в Венгрии после Первой мировой войны

Румынская армия, представлявшая державы Антанты, вошла в Трансильванию с востока 12 ноября 1918 года. В декабре румыны вступили в южную Трансильванию, пересекли демаркационную линию на реке Муреш к середине декабря и вышли к Клужу и Сигету. В феврале 1919 года для предотвращения вооружённых столкновений между румынами и венграми была создана нейтральная зона.
Премьер-министр Венгерской Республики Каройи ушёл в отставку в марте 1919 года, отказавшись от территориальных уступок (в том числе Трансильвании), которые требовала Антанта. Когда Коммунистическая партия Венгрии (во главе с Белой Куном) пришла к власти в марте 1919 года, она провозгласила создание Венгерской советской республики. Пообещав, что Венгрия вернёт земли, входившие в её состав во времена Австро-Венгерской империи, венгерская армия напала на Чехословакию и Румынию, что привело к венгерско-румынской войне 1919 года. Венгерская армия в начале апреля 1919 года начала наступление в Трансильвании вдоль рек Сомеш и Муреш, но встретила контрнаступление румын, продвинувшихся к реке Тиса в мае. Июльское наступление венгров вновь обернулось румынской контратакой, но в этот раз румыны пошли дальше и в августе заняли Будапешт, ликвидировав Венгерскую советскую республику. Румынская армия покинула Венгрию марте 1920 года.
Версальский договор, официально подписанный в июне 1919 года, признал суверенитет Румынии над Трансильванией. Сен-Жерменский (1919) и Трианонский (июнь 1920) договоры дополнительно определили статус Трансильвании и новую границу между Венгрией и Румынией. Король Румынии Фердинанд I и королева Марии были коронованы в Алба-Юлии в 1922 году.

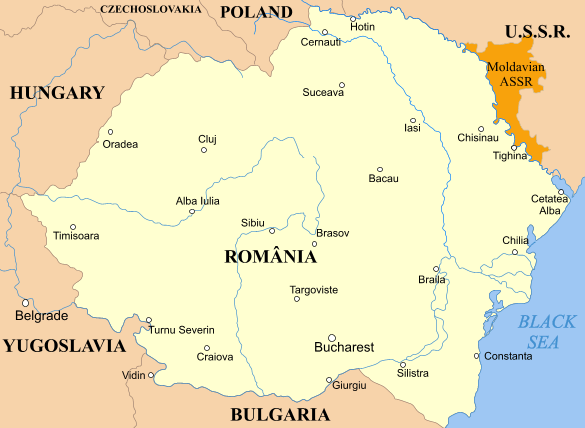
Великая Румыния (1918—1940)

România Mare («Великая Румыния») — так называлось румынское государств между Первой и Второй мировыми войнами. Румыния достигла своего наибольшего территориального охвата, объединив почти все исторические румынские земли (за исключением северного Марамуреша, Западного Баната и небольших участков Парциума и Кришаны). Великая Румыния стала идеалом румынского национализма.
В конце Первой мировой войны Трансильвания и Бессарабия объединились с так называемым Румынским Древним царством: Трансильвания закрепила это присоединение решением Союза Алба-Юлии, представлявшего трансильванских румын, а Бессарабия — объявив независимость от России в 1917 году на Конференции страны (Sfatul Țării) и разместив на своей территории румынские войска для защиты от большевиков. Объединение Марамуреша, Кришаны и банатских районов Трансильвании с Древним царством было ратифицировано в 1920 году Трианонским договором. Союз Буковины и Бессарабии с Румынией был ратифицирован в 1920 году Версальским договором. Румыния также приобрела Южную Добруджу у Болгарии в результате победы во Второй Балканской войне в 1913 году.

### Вторая мировая война и коммунистический период

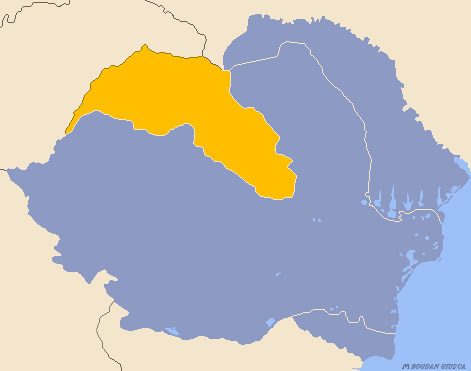
Румыния в 1940 году, Северная Трансильвания выделена жёлтым

Территориальные потери Румынии к лету 1940 года

В августе 1940 года, во время Второй мировой войны, Северная Трансильвания была присоединена к Венгрии решением Второго венского арбитража. 19 марта 1944 года, после оккупации Венгрии нацистской Германией в рамках Операции Маргарете, Северная Трансильвания перешла под контроль немецкой военной администрации. После переворота Румыния вышла из Оси и присоединилась к союзникам, выступив вместе с советской армией против фашистской Германии и войдя в Северную Трансильванию. Второй Венский арбитраж был отменён Комиссией союзников через соглашение о перемирии с Румынией (12 сентября 1944), где в статье 19 было предусмотрено следующее: «Правительства стран НАТО (??? в 1944 году никакого НАТО не существовало)  считают решение Венского арбитража о Трансильвании недействительными и согласились, что Трансильвания (большая её часть) должна быть возвращена Румынии при условии подтверждения её участия в мирном урегулировании, а Советское правительство соглашается с тем, что советские войска должны принять участие в совместных военных операциях с Румынией против Германии и Венгрии». Парижский договор 1947 года подтвердил границы между Румынией и Венгрией, утверждённые Трианонским договором 27 лет назад, тем самым подтвердив возвращение Северной Трансильвании Румынии. С 1947 по 1989 годы Трансильвания, как и вся Румыния, находилась под властью коммунистов. На рубеже 1940—1950-х в регионе действовали антикоммунистические повстанцы, из которых наиболее известен отряд Теодора Шушмана.

### Современность

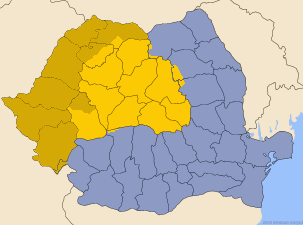
Карта Румынии, собственно Трансильвания обозначена ярко-жёлтым

В настоящее время в состав области Трансильвания входят румынские уезды (жудецы) Алба, Бистрица-Нэсэуд, Брашов, Клуж, Ковасна, Харгита, Хунедоара, Муреш, Сэлажи Сибиу, а также уезды Кришаны и Баната — Арад, Бихор, Караш-Северин, Марамуреш, Сату-Маре и Тимиш.

## Демография
По данным историка Жана Седлара, влахи, вероятно, составляли две трети населения Трансильвании в 1241 году, накануне монгольского нашествия.
В соответствии с исследованием, основанным на географическим названиях, из 511 деревень Трансильвании и Баната, упомянутых в документах в конце XIII века, только 3 носили румынские названия. Около 1400 года Трансильвания и Банат включали 1757 деревень, только 76 (4,3 %) из них имели названия румынского происхождения.
Папа Пий II подтвердил в XV веке, что Трансильвания была заселена тремя народами: немцами, секеями и влахами.
Антун Вранчич писал, что «Она (Трансильвания) населена тремя народами — секеями, венграми и саксами. Я должен добавить румын, которые — несмотря на то, что не уступают по численности другим народам — не имеют свободы, знатности и никаких личных прав, за исключением небольшого числа проживающих в районе Хацега, где, как считается, находилась столица царя Децебала, и которые получили титулы во времена Яноша Хуньяди, уроженца этих мест, за помощь в борьбе с турками. Все остальные — простые люди, крепостные венгров, без собственных поселений, разбросаны повсюду, по всей стране, редко оседают в открытых местах, большинство из них живут в лесу».
В 1600 году румынские жители были в основном крестьянами, но составляли уже 60 % населения. По оценке Бенедеком Янчо, в начале XVIII века в Трансильвании проживало 150 000 венгров, 100 000 саксов и 250 000 румын. Официальные переписи с информацией о национальном составе Трансильвании проводились с XVIII века. 1 мая 1784 года Иосиф II приказал провести перепись империи, в том числе в Трансильвании. Эти данные были опубликованы в 1787 году, но они показали лишь общую численность населения. Элек Феньеш, венгерский статистик XIX века, указывал, что в Трансильвании между 1830 и 1840 годами 62,3 % были румынами и 23,3 % — венграми. Первая официальная перепись в Трансильвании, учитывавшая национальности (по признаку родного языка), была проведена австро-венгерскими властями в 1869 году.
Данные о всех переписях представлены в приведённой ниже таблице. До 1880 года евреев считали в качестве этнической группы; позже они были подсчитаны в соответствии с их родным языком.
| Год       | Всего            | Румыны  | Венгры             | Немцы  | Секеи |
| --------- | ---------------- | ------- | ------------------ | ------ | ----- |
| 1241      | -                | ~66 %   | -                  |        |       |
| 1495      | 454 000          | 22 %    | 55,2 % (с секеями) | 22 %   | -     |
| 1500      | -                | 24 %    | 47 %               | 16 %   | 13 %  |
| 1595      | 670 000          | ~28,4 % | 52,2 %             | 18,8 % | -     |
| 1600      | -                | ~60 %   | -                  | -      |       |
| 1700      | ~500 000         | ~50 %   | ~30 %              | ~20 %  | -     |
| 1700      | ~800 000—865 000 |         |                    |        | -     |
| 1712-1713 |                  | ~34 %   | ~47 %              | ~19 %  | -     |
| 1720      | 806 221          | 49,6 %  | 37,2 %             | 12,2 % | -     |
| 1730      | ~725 000         | 57,9 %  | 26,2 %             | 15,1 % | -     |
| 1765      | ~1 000 000       | 55,9 %  | 26 %               | 12 %   | -     |
| 1773      | 1 066 017        | 63,5 %  | 24,2 %             | 12,3 % | -     |
| 1784      | 1 440 986        | -       | -                  | -      | -     |
| 1790      | 1 465 000        | 50,8 %  | 30,4 %             | -      | -     |
| 1835      | -                | 62,3 %  | 23,3 %             | -      | -     |
| 1850      | 2 073 372        | 59,1 %  | 25,9 %             | 9,3 %  | -     |
| 1869      | 4 224 436        | 59,0 %  | 24,9 %             | 11,9 % | -     |
| 1880      | 4 032 851        | 57,0 %  | 25,9 %             | 12,5 % | -     |
| 1890      | 4 429 564        | 56,0 %  | 27,1 %             | 12,5 % | -     |
| 1900      | 4 840 722        | 55,2 %  | 29,4 %             | 11,9 % | -     |
| 1910      | 5 262 495        | 53,8 %  | 31,6 %             | 10,7 % | -     |
| 1919      | 5 259 918        | 57,1 %  | 26,5 %             | 9,8 %  | -     |
| 1920      | 5 208 345        | 57,3 %  | 25,5 %             | 10,6 % | -     |
| 1930      | 5 114 214        | 58,3 %  | 26,7 %             | 9,7 %  | -     |
| 1941      | 5 548 363        | 55,9 %  | 29,5 %             | 9,0 %  | -     |
| 1948      | 5 761 127        | 65,1 %  | 25,7 %             | 5,8 %  | -     |
| 1956      | 6 232 312        | 65,5 %  | 25,9 %             | 6,0 %  | -     |
| 1966      | 6 736 046        | 68,0 %  | 24,2 %             | 5,6 %  | -     |
| 1977      | 7 500 229        | 69,4 %  | 22,6 %             | 4,6 %  | -     |
| 1992      | 7 723 313        | 75,3 %  | 21,0 %             | 1,2 %  | -     |
| 2002      | 7 221 733        | 74,7 %  | 19,6 %             | 0,7 %  | -     |
| 2011      | 6 789 250        | 70,6 %  | 17,9 %             | 0,4 %  | -     |

## Герб
На гербе Трансильвании изображены:

Герб Трансильвании

- чёрный орёл на синем фоне, символизирующий средневековое дворянство (в первую очередь венгров);
- солнце и полумесяц, символизирующие секеев;
- семь красных башен на жёлтом фоне, символизирующие семь замков трансильванских саксов («Семиградье»).

Эти символы, представляющие три народности Трансильвании, использовались (как правило, наряду с венгерским гербом) с XVI века, так как трансильванские князья сохранили свои притязания на трон Венгрии. Сейм Трансильвании утвердил герб в 1659 году.
Регион юридически не является административной единицей Румынии, поэтому герб используется только внутри герба Румынии.

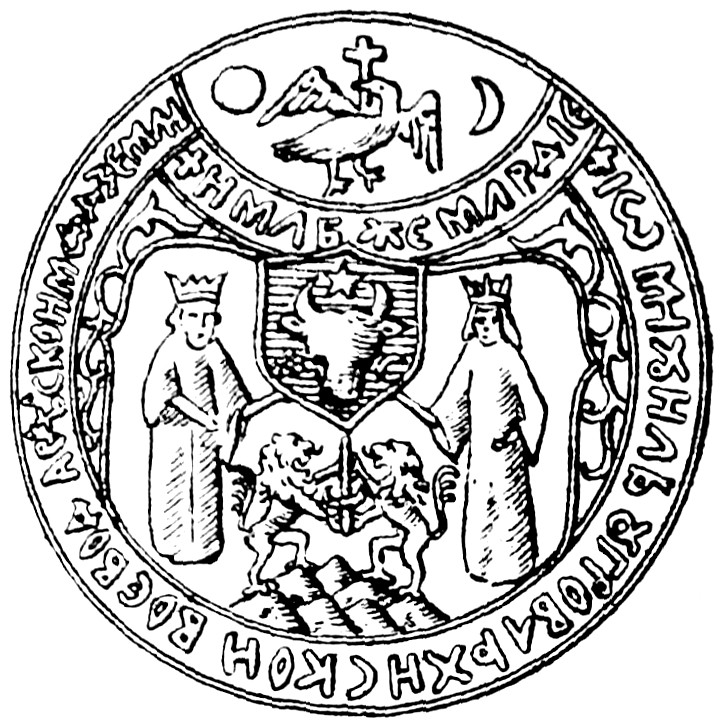
Герб Михая Храброго

Альтернативное геральдическое обозначение Трансильвании было обнаружено на гербе Михая Храброго. Наряду с валашским орлом и молдавским зубром, Трансильвания представлена двумя львами, держащими меч (со ссылкой на царство даков) и стоящими на семи холмах.
Революционное движение 1848 года предложило пересмотреть трансильванский герб и включить в него символ румынского большинства. По образцу изображения 1659 года планировалось ввести центральную секцию, на котором следовало поместить фигуру женщины племени даков (символизирующую румынскую нацию) с серпом в правой руке и флаг римского легиона с надписью Dacia Felix. Справа от женщины должен был быть размещён орёл с лавровой короной в клюве, а слева — лев. Этот вариант был вдохновлён монетой римского императора Марка Юлия Филиппа, отчеканенной в честь провинции Дакия. Тем не менее, проект не был реализован.